# Fiele di bue
Il fiele di bue è un agente storicamente ricavato dalla bile di bue, utilizzato in pittura per migliorare il fissaggio degli acquerelli sul piano di disegno sfruttandone le proprietà tensioattive.

## Processo di ottenimento e composizione
Il fiele di bue si estrae dal fegato e dalle mucose della vescica biliare di bue o altri bovini, e si rende pronto all'utilizzo dopo un processo di raffinazione, chiarificazione e aggiunta di alcool. 
Viene prodotto anche in modo sintetico.

È un liquido marrone-verdognolo contenente:
- colesterolo
- lecitina
- acido taurocolico
- acido glicocolico

## Uso storico
Sono tre i principali modi d'utilizzo:
- diluirne una piccola quantità in acqua, quindi usarla per diluire gli acquerelli;
- in caso il foglio (spesso di tipo duro) dimostri resistenza agli acquerelli si prepara una soluzione di acqua e fiele di bue come la precedente, ma questa volta si applica una mano di miscela sul foglio, e lo si lascia asciugare prima di riprendere a dipingere.
- si può anche utilizzare, sempre diluito in acqua, come fissativo di acquerelli o tempere su carta.

Inoltre se unito a glicerina e gomma arabica favorisce la pittura ad acquerello su vetro.

Secondo il Manuale pratico di tecnica pittorica di Gino Piva, pag. 17:

## Altri utilizzi
Un utilizzo meno storico, più recente, è nato dall'osservazione che il fiele di bue dimostra anche proprietà detergenti: in commercio si trovano prodotti a base di fiele di bue da utilizzare come smacchiante per capi con macchie di grasso, frutta, inchiostro, vino e simili, o come pretrattamento per il bucato sporco.